# Метилтриптамін
Метилтриптамін — індольний алкалоїд, який міститься у корі, стеблах, листках акації, мімози і в деяких інших рослинах.